# Лукьянов, Прокофий Семёнович
Прокофий Семёнович Лукьянов (18 октября 1923, хутор Весёлый, Бирюченский уезд, Воронежская губерния, РСФСР, СССР — 18 августа 2001, село Веселое, Красногвардейский район, Белгородская область) — советский партийный и государственный деятель, председатель Воронежского облисполкома (промышленного облисполкома) (1960—1964).

## Биография
В 1941 г. окончил Новооскольское педагогическое училище, в 1949 г. — Воронежский педагогический институт и Воронежскую областную партийную школу.
Участник Великой Отечественной войны.
- 1945—1947 гг. — председатель Будённовской районной плановой комиссии, заместитель председателя исполнительного комитета
- Будённовского районного Совета (Воронежская область),
- 1949—1952 гг. — второй секретарь Евдаковского районного комитета ВКП(б) (Воронежская область),
- 1952—1954 гг. — первый секретарь Евдаковского районного комитета ВКП(б) — КПСС,
- 1954—1960 гг. — секретарь Воронежского областного комитета КПСС,
- 1960—1962 гг. — председатель исполнительного комитета Воронежского областного Совета,
- 1962—1964 гг. — председатель Исполнительного комитета Воронежского промышленного областного Совета,
- 1964—1967 гг. — заместитель председателя Исполнительного комитета Воронежского областного Совета,
- 1967—1981 гг. — заместитель министра торговли РСФСР. 12 августа 1981 г. освобожден за серьезные недостатки и злоупотребления на предприятиях и в организациях Главкурортторга Министерства торговли РСФСР. Решением Комитета партийного контроля при ЦК КПСС 26 августа 1981 г. исключен из КПСС.

## Награды и звания
Награждён орденами Красной Звезды, Отечественной Войны II степени, двумя орденами «Знак Почёта».